# Молекулярные узлы

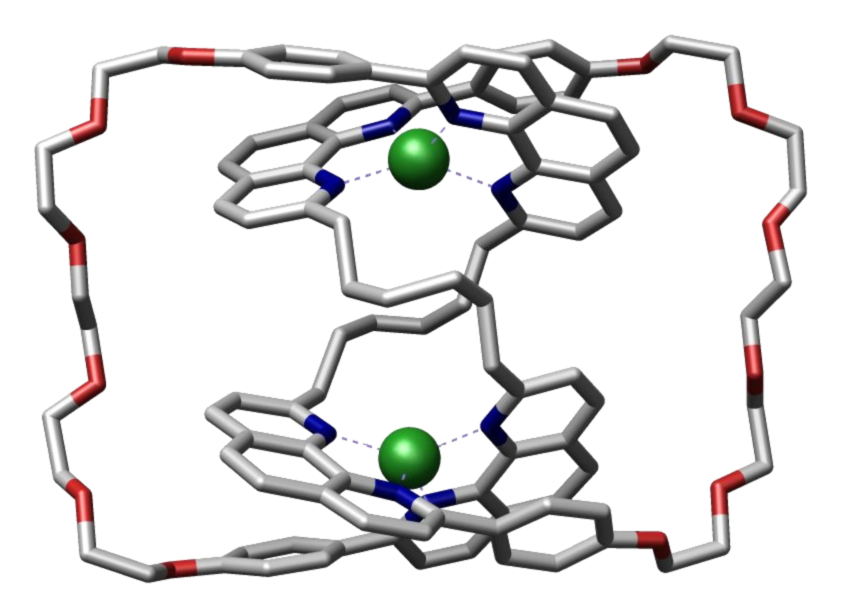
Кристаллическая структура молекулярного трилистника с двумя ионами меди(I), открытого Ж.-П. Соважем и коллегами

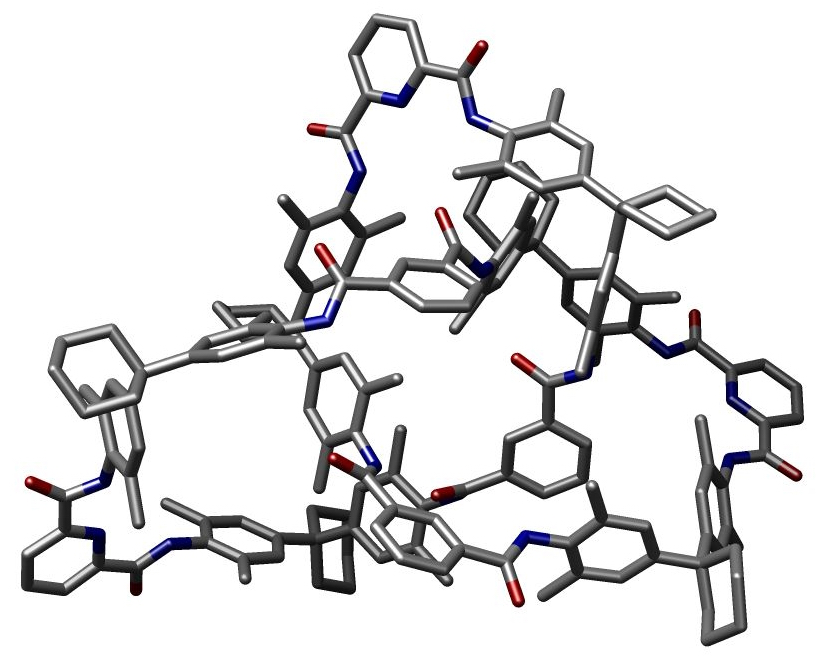
Кристаллическая структура молекулярного трилистника (Vögtle и соавторы в Angew. Хим. Инт. Эд., 2000, 1616—1618).

Молекулярный узел, или кнотан — это механически соединённая молекулярная структура, которая является аналогом макроскопического узла.
Синтетические молекулярные узлы имеют ярко выраженную шаровидную форму и нанометровые размеры, что делает их потенциальными строительными блоками для нанотехнологии.

## История
Первая узловая молекула была синтезирована Жан-Пьером Соважем в 1989 году.
Термин кнотан впервые появился в статье Фрица Фёгтле и соавторов в журнале Angewandte Chemie в 2000 году по аналогии с использованием ротаксанов и катенанов. Термин этот, однако, ещё не принят ИЮПАК.

## Примеры
По состоянию на текущей момент получено уже несколько синтетических кнотанов, среди них также узел типа Лапчатка. Молекулярный узел типа трилистник хиральной конфигурации имеет не менее двух энантиомеров.
Как правило материалом для построения молекулярных узлов служит ДНК и аминокислоты. Существуют и биологические «узлы». Среди них — достаточно важный человеческий гликопротеин лактоферрин, который встречается в молоке, слезах и других выделениях человека.